# Min fars store dag
Min fars store dag' er den første af en række film baseret på Marcel Pagnols erindringer.

## Handling
Filmen handler om den lille Marcel (Julien Ciamaca) og hans families liv i Marseille omkring år 1900 og specielt om den magiske sommer som han tilbringer sammen med sine forældre, sin lillebror og morens søster og svoger, i et sommerhus et sted i de provencalske bjerge, nord for Marseille. Den sommer, hvor han bliver ven med den lokale dreng Lili, der gennem deres fælles eventyr lærer ham nye sider af livet.

## Medvirkende
- Julien Ciamaca – Marcel
- Philippe Caubère – Joseph Pagnol
- Nathalie Roussel – Augustine
- Didier Pain – Rôle : Oncle Jules
- Thérèse Liotard – Tante Rose
- Joris Molinas – Lili des Bellons
- Victorien Delamare – Paul
- Pierre Maguelon – François